# NGC 1568/1
NGC 1568/1 је лентикуларна галаксија у сазвежђу Еридан која се налази на NGC листи објеката дубоког неба.
Деклинација објекта је - 0° 44' 17" а ректасцензија 4h 24m 20,6s. Привидна величина (магнитуда) објекта NGC 1568 износи 14,6 а фотографска магнитуда 15,5. NGC 15681 је још познат и под ознакама UGC 3031, MCG 0-12-26, CGCG 393-16, VV 809, 2ZW 10, PGC 15034.